# Sleepy Sleepers
Die Sleepy Sleepers sind eine finnische Pop/Rock/Punk-Band aus der Stadt Lahti.

## Bandgeschichte
Die Band veröffentlichte zwischen 1975 und 1989 insgesamt 19 Alben. Die Hauptmitglieder waren Sakke Järvenpää und Mato Valtonen, die später die Leningrad Cowboys gründeten. Einige einflussreiche finnische Rockmusiker waren phasenweise Mitglieder der Sleepy Sleepers.
Ein Teil der Band spielt in dem Film Calamari Union (1985) von Aki Kaurismäki mit. Der Film nimmt einige Elemente der späteren Leningrad Cowboys vorweg. Alle Mitglieder haben in gewisser Weise die gleiche Identität (alle heißen Frank) und treten ähnlich bekleidet auf.
Die Sleepy Sleepers erregten durch ihre provokative Show Aufsehen und wurden in der Stadt Lahti sogar mit Auftrittsverbot belegt. Die Songs griffen oft in der Öffentlichkeit tabuisierte Themen auf. Die Musik verbindet verschiedene Stilelemente. Neben „Blödelelementen“ sind vor allem gradliniger Rock ein Markenzeichen der Sleepers (finn.: Sliipparit). Ein Teil ihres Repertoires besteht aus Coverversionen, die oft durch den Text und die Interpretation in einen anderen Kontext gestellt werden. Ein Bestandteil vieler Alben sind auch kurze Sketche.
Viele Platten haben den Charakter von Konzeptalben, in denen Themen in ironischer Form entwickelt werden. "Sleepy Sleepers Sings Matti ja Teppo" besteht aus rockigen Versionen berühmter Schlager des Duos Matti ja Teppo. Das Album "Sings Elvis" parodiert als Übergang zwischen den Songs ein Interview mit Elvis Presley. Der Albumtitel "Takaisin Karjalaan" (Zurück nach Karelien) spielt auf das Gebiet Karelien an, das als finnisches kulturelles Kernland gilt und von dem ein großer Teil im Verlauf des Zweiten Weltkriegs an die Sowjetunion abgetreten werden musste. Die Sleepers nahmen damit den Revisionismus aufs Korn. Ursprünglich sollte das Album „Karelien zurück“ heißen, die Plattenfirma traute sich jedoch nicht diesen Titel zu veröffentlichen. Die Sleepy Sleepers pflegten ein Rebellenimage, sie provozierten mit Nacktdarstellungen und, ähnlich wie britische Bands, mit Hakenkreuzbinden. Dies ist jedoch nicht mit einer neonazistischen Gesinnung verbunden.
Mato Valtonen hat die häufig vorgenommene Kategorisierung „Punkband“ mit dem Hinweis abgelehnt, als die Sleepers anfingen, wussten sie gar nicht was Punk ist, denn es gab ihn noch gar nicht. 2006 hat sich die Band zu einigen ausgewählten Auftritten wieder zusammengefunden.

## Diskografie

### Alben
- Sinulle äiti (1975) (dt. ‚Für Dich, Mutti‘) (FI: Gold)
- Live I Bordell (1976)
- Takaisin Karjalaan (1977) (dt. ‚zurück nach Karelien‘)
- Holiday In New York ’59 (1978)
- The Mopott Show (1979, FI: Gold)
- Metsäratio (1980, FI: Gold)
- Levyraati (1981, FI: Gold)
- The Hevoset (Ei julkaistu)
- Julkusen Mulkku (Ei julkaistu)
- Enzio Benzina: La Musica (1982)
- Sleepy Sleepers In The Rio (1982, FI: Gold)
- Sleepy Sleepers In The Rio (engl.) (1982)
- Alma-tädin illuusio (1983)
- Chinese Nights (1983)
- Tohtori Pöhön aerobix (1984)
- Suomen poliisit (1984)
- Voikkaa ja huikkaa (1984)
- Sossu-possuilua Finlandiassa (1984)
- Born In The S.A.V.O. (1985)
- Rock’y VI – pölkyllä päähän (1986)
- Sleepy Sleepers Sings Matti ja Teppo (1987, FI: Platin)
- Turakaisten paratiisi (1988, FI: Gold)
- Sleepy Sleepers Sings Elvis (1989)
- Eurowiisut – Terveisiä perseestä (2007)
- Vain elämää – Only Rock ’n’ Roll (2015)

### Kompilationen
- Sleepy Sleepersin pahimmat (1978)
- Vanhat killerit (1985)
- Perspuolet (1989)
- CBS-klassikot (1989)
- Lainapeitteet (2000)
- Vanhat killerit 2 (2000)
- Kekkonen (2003)
- Lauluja rakastamisen vaikeudesta (2006)

### Videoalben
- Soppa-DVD (2006, FI: Platin)